# امیل فرانکی
امیل فرانکی (به فرانسوی: Émile Francqui) (زاده ۲۵ ژوئن ۱۸۶۳ در بروکسل، درگذشته ۱ نوامبر ۱۹۳۵ در بروکسل) سرباز، سیاست‌مدار و تاجر بلژیکی بود.

## زندگی‌نامه
او یتیم بود و به همین سبب در سن ۱۵ سالگی به مدرسهٔ نظامی فرستاده شد. در سن ۲۱ سالگی به همراه دیگر جوانان بلژیکی توسط پادشاه بلژیک لئوپولد دوم به کنگو فرستاده شد که در آن زمان بخشی از بلژیک به‌شمار می‌آمد.
فرانکی در سال ۱۸۹۶ به عنوان سفیر بلژیک در چین برگزیده شد و تا ۱۹۰۲ در آنجا ماند. در چین با هربرت هوور رئیس جمهور آمریکا ملاقات کرد.
وی در سال ۱۹۰۲ به بلژیک بازگشت و فعالیت اقتصادی خود را آغاز کرد.